# Vincenzo Caso
Pour les articles homonymes, voir Caso (homonymie).
Vincenzo Caso (Pouzzoles, 30 août 1980) est un homme politique italien.

## Biographie
En 2013, il est élu député de la circonscription Lombardie 1 pour le Mouvement 5 étoiles.